# Fassia scabrosa
Fassia scabrosa — вид грибів, що належить до монотипового роду Fassia.